# Notsodipus visio
Notsodipus visio là một loài nhện trong họ Lamponidae. Loài này được phát hiện ở West-Úc và Nam Úc.